# Domingos Nunes Leite
Domingos Nunes Leite, foi um comerciante, empresário, coronel e Maçom, nasceu em Oliveira de Azeméis, Aveiro, Portugal em 23 de outubro de 1861.
Era filho de Jacintho José Nunes Leite e Maria Joaquina de Jesus. Seus pais eram donos de quintandas em Portugal, e produziam azeite que chegava a ser exportado até o Brasil. Era irmão do comendador Jacintho Nunes Leite, de Francisco Nunes Leite, do Coronel João Nunes Leite, de Ana Nunes Leite, Manoel Nunes Leite, Luiz Nunes Leite, José Nunes Leite, Rosa Nunes Leite, Emilia nunes leite, Maria Nunes leite.
Em 1883 era vice-presidente da Sociedade Perseverança e Auxilio.
Tinha uma loja de ferragens e era suplente do distrito de Levada.

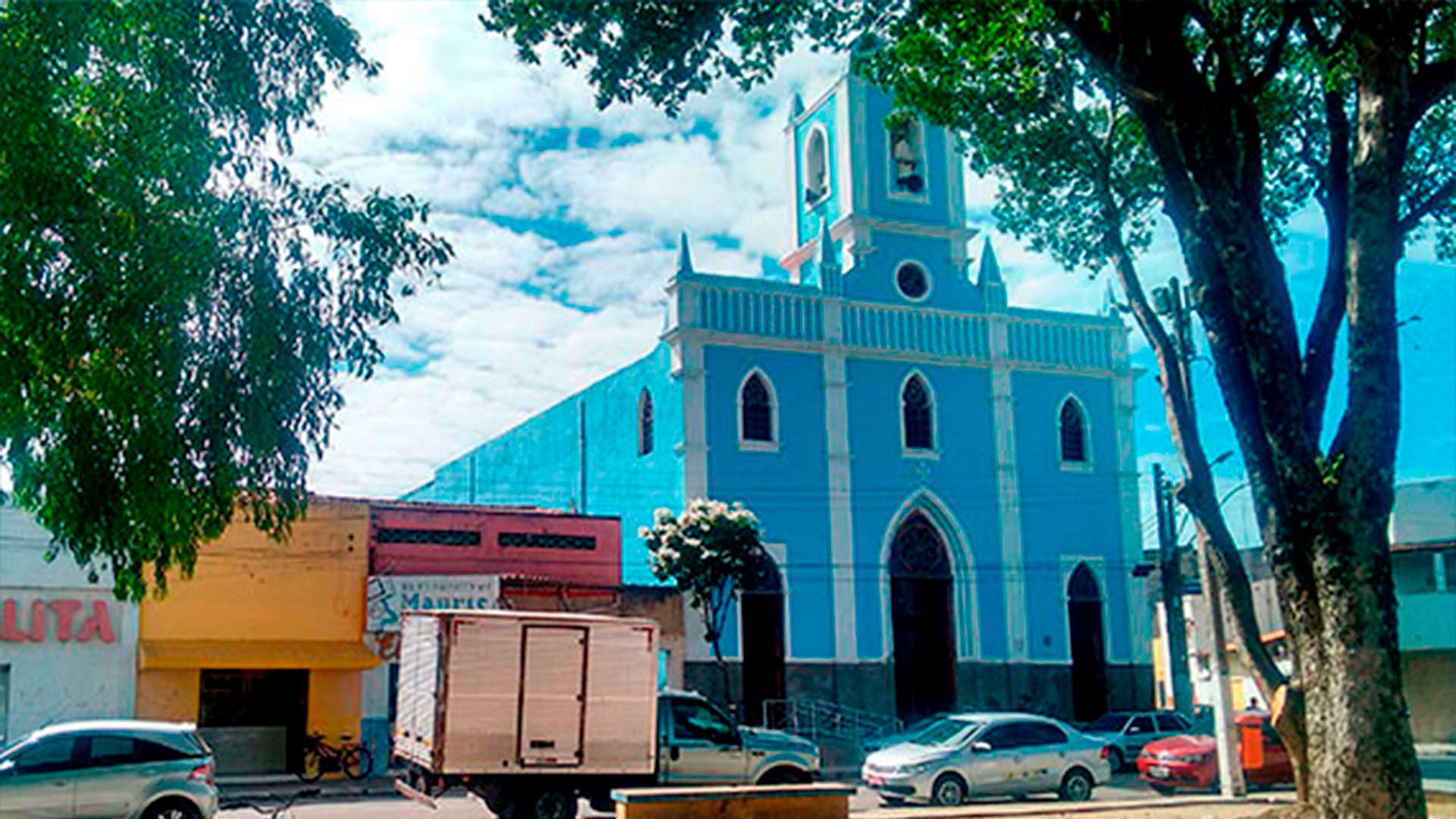
Igreja Nossa Senhora das Graças, RELU, 2016

Em 1895, Domingos Nunes Leite realizou uma reforma e expansão da Matriz de Nossa Senhora das Graças.
É citado que em 1897, um engenheiro Domingos Leite e um engenheiro militar Alfredo do Nascimento levataram plantas e abriram 2 estradas por onde passaram tropas com destino a Canudos, sendo o Coronel Moreira Cesar e o Marechal Floriano Peixoto, e que o engenheiro Domingos Leite e Dr. Mourão foram enviados pelo general barbosa, em busca do corpo enterrado de Antonio Conselheiro.
Em maio de 1900 um Domingos Leite pediu demissão do cargo de Sub-comissário de Policia da Levada.
Domingos foi diretor do tráfego da Companhia Alagoana de Trilhos Urbanos - CATU, a primeira companhia de bondes de Maceió, que tinha como um dos fundadores e diretor o seu irmão comendador Jacintho Nunes Leite.
Teve o seu projeto de doação do pavilhão Domingos Nunes Leite para a Santa Casa de Misericórdia de Maceió financiado pelo seu irmão, comendador Jacintho Nunes Leite.
Domingos Leite era casado com Izaura de Barbosa.
Faleceu em 25 de novembro de 1931 em Maceió, Alagoas.

## Descendência
Domingos Nunes Leite não teve filhos com Isaura de Barbosa.
Ele tinha 1 filha adotiva: 
Lydia de Oliveira Barbosa, casada com Julio Cavalcante Lima em 18 de julho de 1917.
Ele teve 1 filho legitimado com Rosa de Oliveira Lima:
Benedicto Domingos Nunes Leite, um advogado.